# Kuwait Airways
Kuwait Airways er det nationale flyselskab fra Kuwait. Selskabet er ejet af staten, og har hovedkontor og hub ved Kuwait International Airport i provinsen Al Farwaniyah. Selskabet blev etableret i 1954 under navnet Kuwait National Airways.
Selskabet fløj i februar 2012 ruteflyvninger til omkring 40 destinationer i Asien, Europa og én enkelt rute til USA (New York). Flyflåden bestod af 18 fly med en gennemsnitsalder på 18.1 år. Heraf var der fem eksemplarer af Airbus A300, tre Airbus A310, tre Airbus A320, samt fire eksemplarer af Airbus A340 og to Boeing 777 som de største fly i flåden. Desuden havde Kuwait Airways et Boeing 747-400 fly der primært blev benyttet til VIP flyvninger for emiren og resten af regeringen i Kuwait.